# ミラノ-ボローニャ高速線

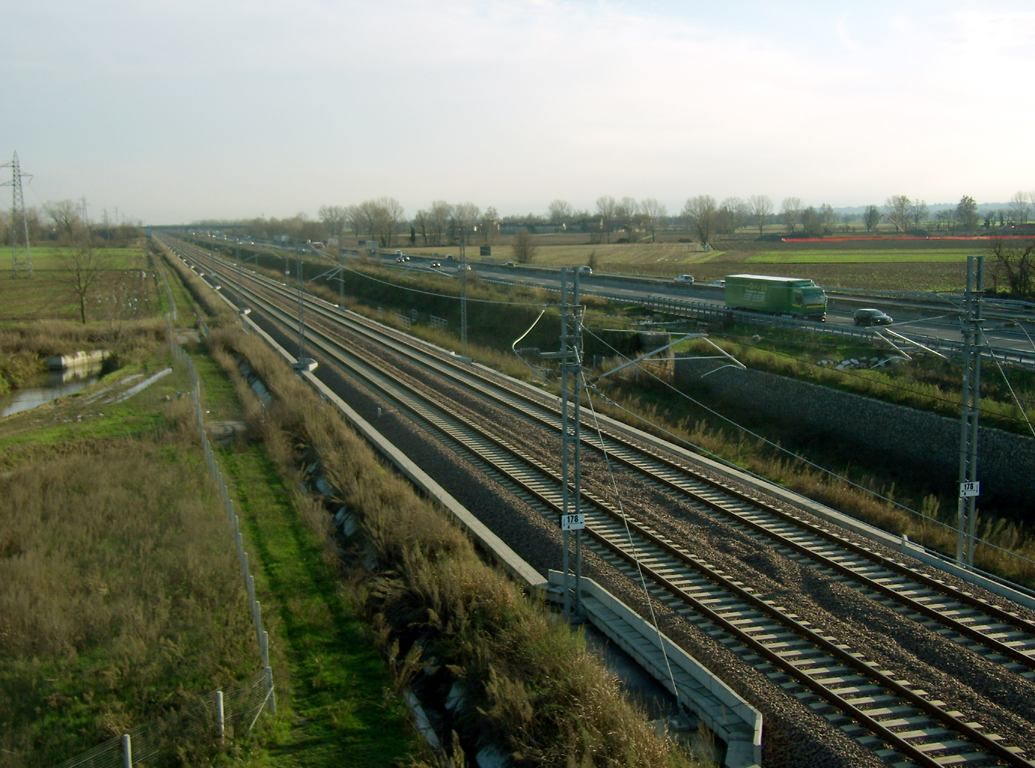
ピエーヴェ・フィッシラーガ付近ではアウトストラーダA1号線と並行する。

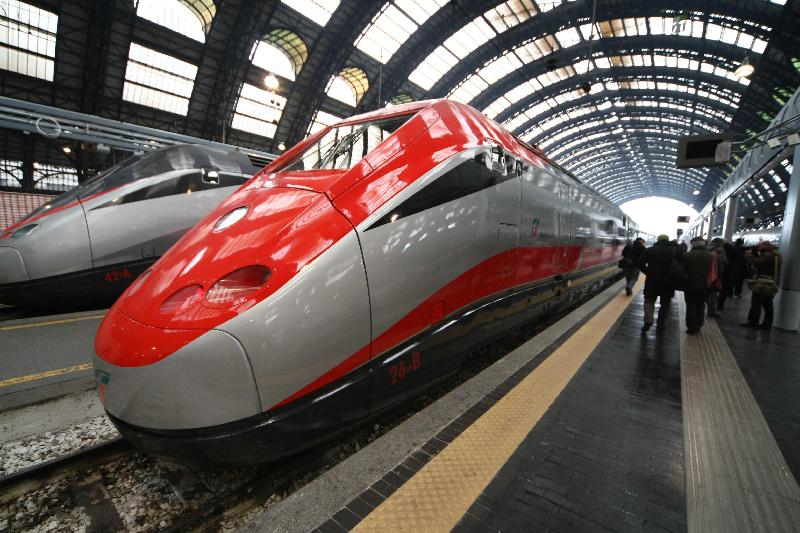
ミラノ中央駅に停車するETR500型電車

ミラノ-ボローニャ高速線 (イタリア語: Ferrovia Milano-Bologna) はイタリアの主要な高速鉄道路線である。

## 概要
起点はミラノ中央駅、終点はボローニャ中央駅である。ボローニャ中央駅にてボローニャ-フィレンツェ高速線などと、ミラノ中央駅にてトリノ-ミラノ高速線などと接続する。ミラノ中央駅 - メレニャーノ分岐点間およびカステルフランコ東分岐点 - ボローニャ中央駅間が直流3,000V、残りの区間が交流 25 kV 50 Hzである。1997年にミラノ・ロゴレード駅 - ソルディオ分岐点（現在は廃止）間が開業した。残りの区間は2002年に工事が開始され、2008年12月13日に全線が開業した。欧州横断ネットワーク（TEN-T）の1号線（ベルリン - ミュンヘン - ローマ - パレルモ）の一部を形成している。